# 佩科夫頓城堡
佩科夫頓城堡（英語：Peckforton Castle）是一座建造於维多利亚时代的英格蘭鄉村別墅，建築風格仿效中世紀的城堡。城堡位於柴郡，坐落在佩科夫頓山北端的林地，距離東南方的佩科夫頓村約1英里（1.6）遠。佩科夫頓城堡建造於西元19世紀中期，為第一代托勒曼奇男爵約翰·托勒曼奇的家庭住宅，他是當時柴郡一位富有的大地主、物業管理員兼国会议员。佩科夫頓城堡由安東尼·薩爾文設計，樣式為哥德復興式。第一次世界大戰期間，佩科夫頓城堡對外開放，當作醫院，而在第二次世界大戰時，城堡成為傷殘兒童的收容所。
佩科夫頓城堡於1952年被列為英格蘭遺產，並且被列入一級保護建築名單。1970年代至1990年代間，有一些電影和電視節目在佩科夫頓城堡取景，如影集《超時空奇俠》。1988年，伊芙琳·葛蕾比爾（Evelyn Graybill）將佩科夫頓城堡買下，改建為酒店。2006年，佩科夫頓城堡易主，由奈勒（Naylor）家族買下。除了當作酒店外，奈勒家族也增開了婚禮、商務活動等服務。近幾年，也有一些影視作品在佩科夫頓城堡取景。

## 早期歷史

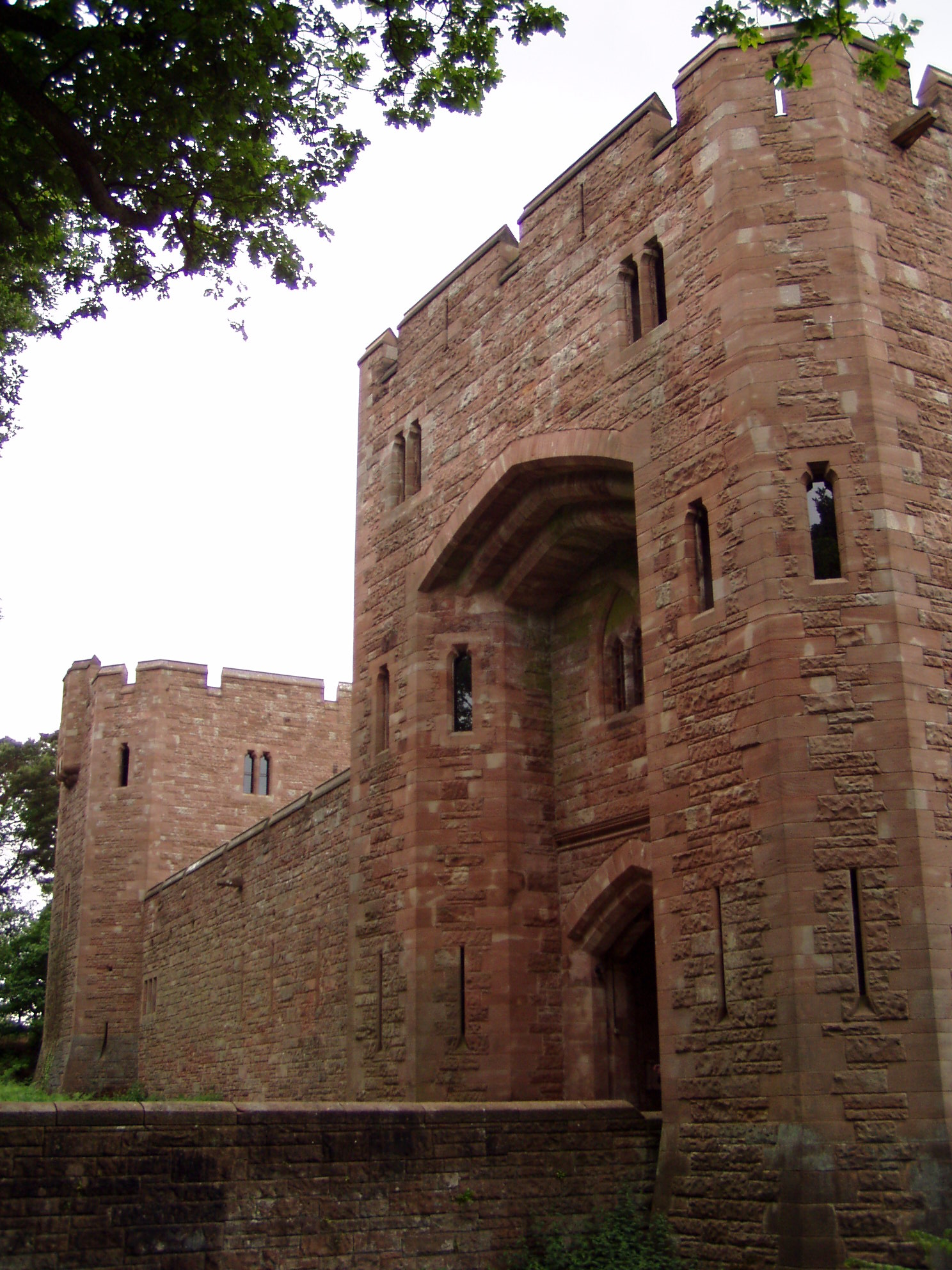
佩科夫頓城堡的前門（2007年）

佩科夫頓城堡建造於西元1844年至1850年間，主人是當時全柴郡最大的地主第一代托勒曼奇男爵約翰·托勒曼奇，他也曾被前英國首相威廉·格萊斯頓譽為「當代最偉大的物業管理員」。1840年9月23日，托勒曼奇與莫斯籐勳爵（Lord Mostyn）簽訂合約，用7萬英鎊左右的價錢買下了佩科夫頓村和鄰村比斯頓村的土地。由於選定的城堡位置不適合建造都铎式和伊麗莎白式建築，托勒曼奇決定蓋一座城堡。托勒曼奇的城堡設計師首選是來自楠特威奇鎮鎮的喬治·拉漢，但他最後並沒有聘請拉漢，改找安東尼·薩爾文擔任城堡的設計師，拉漢因此得到一筆2,000英鎊的賠償金。比起拉漢，薩爾文的名聲更好且經驗更老到，而且人正好在薩福克郡進行托勒曼奇家族的莊園大屋海明漢廳堂的工事。佩科夫頓城堡由來自萊夫特維曲村的丹恩（Dean）和桑（Son）建造，來自塔珀利的约瑟夫·庫克森（Joseph Cookson）擔任工程總監。建築用的石頭從工地西方約1英里（2）遠的採石場運來，為了運送石頭，工人建造了一條鐵路。佩科夫頓城堡的造價總計為6萬英鎊左右。
雖然佩科夫頓城堡建造的目的是當作家庭住宅，但其設計採用中世紀城堡的風格。佩科夫頓城堡包含一座城樓式城門、一扇垂降柵欄、一條未經注水的護城河、比箭縫還小的面外窗戶，以及許多大型塔樓。1851年，《倫敦新聞畫報》描述佩科夫頓城堡「似乎展現出了加拿分城堡的獨特美感，而且又沒有加拿分城堡的那些不便之處」。1858年，著名哥德復興式建築師喬治·吉爾伯·史考特爵士稱讚道，「佩科夫頓城堡是至今最宏偉、最精心建造，建築造詣也最深的哥德式宅邸」。佩科夫頓城堡也被譽為「全英格蘭最後一座貨真價實的防禦性住宅」，並有「恪守最高標準建造而成，是當代偉大建築之一」的評價。1890年12月9日，托勒曼奇在佩科夫頓城堡去世。
對於在19世紀建造這樣一座中世紀城堡風格建築的動機，外界眾說紛紜。托勒曼奇雖然有「偉大的物業管理員」的美名，但也被人認為是個「相當古怪的人」。吉爾·奧彭博士（Dr Jill Allibone）認為，他可能一直保護自己和家人免於當時的政治風波。身處在一座防禦性建築中，托勒曼奇可以保護自己免於鄰近城市曼彻斯特和利物浦的任何人民革命。羅蘭·杜迪（Ronald Durdey）在他的書中寫道：考量自然條件，另一種建造堅固堡壘而不是義大利風格別墅的理由，可能是為了防範當地的惡劣天氣。不過，杜迪認為，托勒曼奇建造佩科夫頓城堡的主要目的，其實是想用雄厚的財力，為自己建造一座「令人印象深刻、傲視眾人、配得上柴郡最大地主身分的住宅」。

## 位置

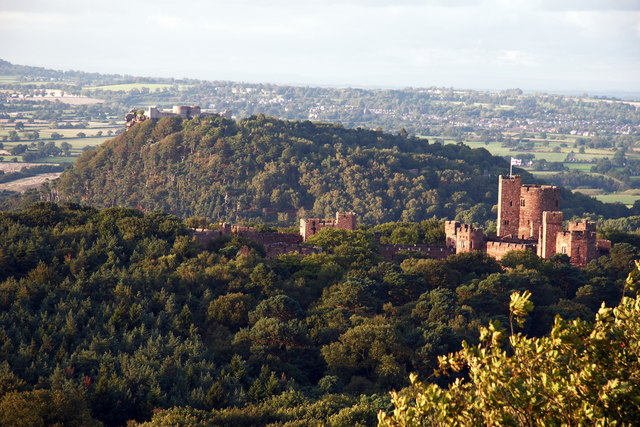
佩科夫頓城堡位於照片中的正右方，而鄰近的比斯頓城堡遺跡則在遠處的山丘上（2006年）

佩科夫頓城堡坐落在佩科夫頓山北端附近的一處林地，海拔469.2英尺（143）。佩科夫頓城堡的北邊和西邊有向下的緩坡，一條長距離的小徑「砂岩小徑」圍繞著緩坡的底部。佩科夫頓城堡附近有另一座具歷史價值的城堡——比斯頓城堡的遺跡，後者位在前者北方的0.75英里（1）處，矗立於一個陡峭的孤立山丘。比斯頓村位在佩科夫頓城堡東北0.75英里（1）處，而佩科夫頓村則位於東南1英里（1.6）處。進入建在林中的佩科夫頓城堡得依靠一條道路，其入口位在比斯頓村和佩科夫頓村之間的石屋巷（Stone House Ln）旁。

## 建築

### 城堡主體

#### 外觀
佩科夫頓城堡的外部由紅色砂岩、鉛和柏油，屋頂用磚瓦建成。城堡主體高三層樓，塔樓高五層樓。整個城堡以內庭（又稱中庭）為中心，主要的寢室位於建築物北側。城堡外圍繞著一條未經注水的護城河，橋梁由城樓式城門連接。內庭的西側是馬廄、馬車房、長方形的鐘樓、廚房和僕役活動區，而北側則是由18個個別空間組成的大堂。大堂的入口後方是圓形主塔，西側是寢室，而東側則是長廊。長廊的盡頭是一座八角形的圖書館塔。城堡外牆的每個轉角處都建有一定高度的角楼（turret）。城堡頂樓的城垛城牆由枕梁平台支撐，上頭建有胸牆（parapet）。城堡的外牆有許多箭縫。

#### 內部
通向城堡大堂的門廊裡，鋪有一片由知名瓷器公司明頓出品的瓷磚地板，同時還裝設了一座巨大的石製壁爐架。大堂的東側是長廊，長廊中包含橡木鑲板、一座壁爐架，以及用鑲板鋪成的天花板。長廊後方有一間不規則形狀的撞球室以及客廳，而南邊則是圖書館。大堂的後方有一座主樓梯。位於城堡西北角的圓形塔樓內部建有八角形的用餐室，用餐室內包含一片明頓出產的陶瓷地板、兩座壁爐和一座裝飾有綠人雕飾的橡木餐具櫃，屋頂為扇形肋拱頂，由八條肋骨狀的拱形環向中央凸饰匯聚而成。用餐室的底下是一間酒窖。爬上一條螺旋石製樓梯到圓形塔樓的五樓，有一間專門設計來進行拍球運動的房間。

### 果菜園
佩科夫頓城堡沒有正規的花園，不過從城堡出發，沿著走道走到接近盡頭，或者從位在石屋巷的走道入口走進去，就會在附近看到一座果菜園，裡頭包含菜園、果園、寬廣的玻璃溫室和大型橘子園。這座果菜園一度由17位園丁同時一起照顧。

### 小圣堂
內庭的東側是托勒曼奇家族的私人小圣堂，於1984年被列為二級保護建築。小聖堂同樣是由薩爾文所設計，以砂岩建成，表層為石頭，而屋頂則是瓷磚材質。小聖堂中包含一座分成兩個部分的中殿、一條位於南側的走道、一座小禮拜堂和一間較窄也較矮的聖所。中殿和小禮拜堂的山牆上裝有石頭材質的尖顶饰，造型為十字架。聖所上方有一個十字形狀的石製鐘架，而聖所內部則有一條拱廊，由三個哥德復興式的拱門構成，將南側的走道與中殿間隔開來。聖所中的祭壇後方有一面有裝飾的屏風，上頭刻有主禱文和十誡。中殿裡的唱诗班席位和長椅上雕刻有罌粟花。小聖堂西邊的洗禮堂中，建有經過雕飾的領洗池。英國非政府部門公共機構英格蘭歷史委員會稱，小聖堂雖然是整座城堡中最樸素的建物，但也是成全這座城堡整體性的不可或缺要素。

### 入口小屋

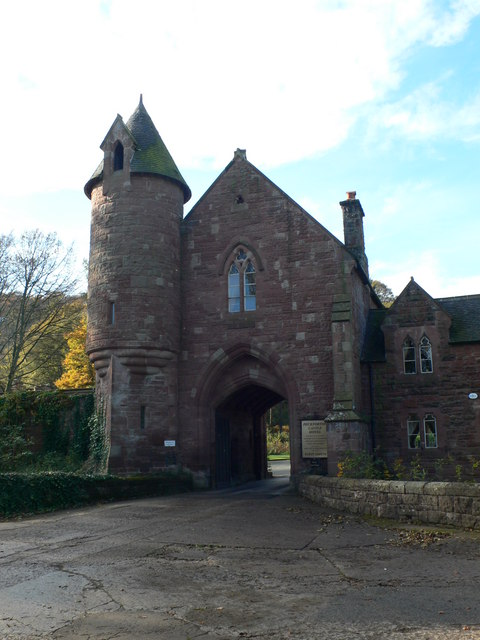
入口小屋外部（2009年）

在城堡的最東邊、進入佩科夫頓城堡的道路的入口，建有一間入口小屋，其也於1984年被列為二級保護建築。入口小屋由薩爾文設計，以紅磚和石頭建成，屋頂同樣是瓷磚材質。入口小屋開有一座拱門，當做入口，拱門的一旁是一座圓形的角楼，另一旁則是一間兩層樓的小屋。

## 近期歷史
第二代托勒曼奇男爵威爾布拉漢姆·托勒曼奇於1890年代搬進佩科夫頓城堡，在入住前，他在城堡內增建了中央供暖系統和電燈。1922年，一項大型植樹造林行動在佩科夫頓山進行，誕生的林地被列為「具特殊科學價值地點」。
第一次世界大戰期間，佩科夫頓城堡對外開放，當作醫院。1939年，第二次世界大戰爆發時，威爾布拉漢姆·托勒曼奇的孫子第三代托勒曼奇男爵班特利·托勒曼奇和家人一起離開了佩科夫頓城堡。戰爭期間，城堡被當作收容所，收容從倫敦戰區逃出的傷殘孩童。1952年，佩科夫頓城堡被列為英格蘭遺產，並且被列入一級保護建築名單。班特利·托勒曼奇於1955年逝世，他膝下無子，所以佩科夫頓城堡由他的表兄弟約翰·托勒曼奇（John Tollemache）繼承 。
1970年至1990年早期，有一些電影在佩科夫頓城堡取景，例如改編自同名中世紀文學的1973年英國電影《高文爵士與綠衣騎士》，以及由派屈克·柏金與乌玛·瑟曼主演的1991年英國電影《羅賓漢》。英國長壽科幻電視劇《超時空奇俠》的其中一個連續故事《时间勇士》也有在此處取景，其於1973年12月至1974年1月播出。1982年至1989年間，全球最早的臨場動態角色扮演遊戲（LARP）之一《寶藏計謀》在佩科夫頓城堡進行。在1984年至1994年間播出的英國電視劇《歇洛克·福尔摩斯》中，有好幾集都有在佩科夫頓城堡取景。1998年，佩科夫頓城堡被美國人伊芙琳·葛蕾比爾（Evelyn Graybill）以100萬英鎊的價錢買下。她翻新了城堡中的大多數建物，並獲准將其經營成酒店。

## 現況
2005年12月，克里斯·奈勒（Chris Naylor）的婚禮在城堡舉行。2006年，由奈勒家族經營的地產公司買下了佩科夫頓城堡，對其進行大幅改造，並繼續以酒店模式經營佩科夫頓城堡，同時在酒店功能外增設商務活動和婚禮等服務。城堡酒店的董事長由克里斯·奈勒的妻子凱特（Kate）擔任，而克里斯·奈勒則擔任城堡酒店的董事總經理至今。初期，奈勒家族每年因為佩科夫頓城堡酒店而損失70萬英鎊，截至2015年底，奈勒家族已經投資了700萬英鎊在城堡上。2011年6月，佩科夫頓城堡酒店在舉行婚禮時發生火災，建物有四分之一嚴重毀損，損失金額高達600萬英鎊，重建成本估計為150萬英鎊左右，所幸無人重傷或死亡。同年12月，火災當天的新郎麥斯·亨利·凱（Max Henry Kay）承認自己犯下縱火罪。火災之後8個月，佩科夫頓城堡酒店很快於2012年2月開始繼續營業。
在2010年代，佩科夫頓城堡酒店入圍或拿下許多柴郡當地的獎項，並獲得英國汽車協會（AA）評為紅色四星級酒店，成為當地數一數二的酒店。婚禮方面，佩科夫頓城堡近幾年舉行過許多名人的婚禮，如女歌手席亞拉與美式足运动员羅素·威尔逊、足球員傑米·瓦迪、退休拳王東尼·貝婁等人。除了婚禮外，也曾有慈善或募款活動在城堡舉行。2010年9月，紀念英國經典肥皂劇《加冕街》50週年的電影《加冕街：一位騎士的故事》（Coronation Street: A Knight's Tale）在佩科夫頓城堡拍攝。2014年，美國CBS真人賽車節目《极速前进美国版》第24季的第11集以佩科夫頓城堡為目的地。2016年，英國長壽電視劇《臨陣軟腳》第6季的第1集裡，主角亞當·威廉斯的婚禮場景就在佩科夫頓城堡取景。同年，改編自同名系列童書的奇幻電視劇《淘氣小女巫》在城堡裡拍攝。

## 備註
1. ↑  「城樓式城門」此一翻譯參考自《古堡的祕密：歐洲中世紀城堡建築巡禮》[6]。
2. ↑  「垂降柵欄」此一翻譯參考自《古堡的祕密：歐洲中世紀城堡建築巡禮》[6]。
3. ↑  「城垛城牆」此一翻譯參考自《古堡的祕密：歐洲中世紀城堡建築巡禮》[6]。
4. ↑  「枕梁」此一翻譯參考自《古堡的祕密：歐洲中世紀城堡建築巡禮》[14]。
5. ↑  原文「Rackets」，是一種規則類似壁球的運動。「拍球」此一翻譯參考自《大陸簡明英漢辭典》[15]。
6. ↑  原文「Reredos（英语：Reredos）」指的是「祭壇背後有裝飾的屏風」[16]，中文裡並沒有專有的翻譯名稱。
7. ↑  《超時空奇俠》的經典系列（1963年至1989年）分為26季，每「季」（Season）大多包含數個「連續故事」（Serial），每個「連續故事」又分成好幾「集」（Episode）。詳細內容參見異世奇人故事列表 (經典系列)。

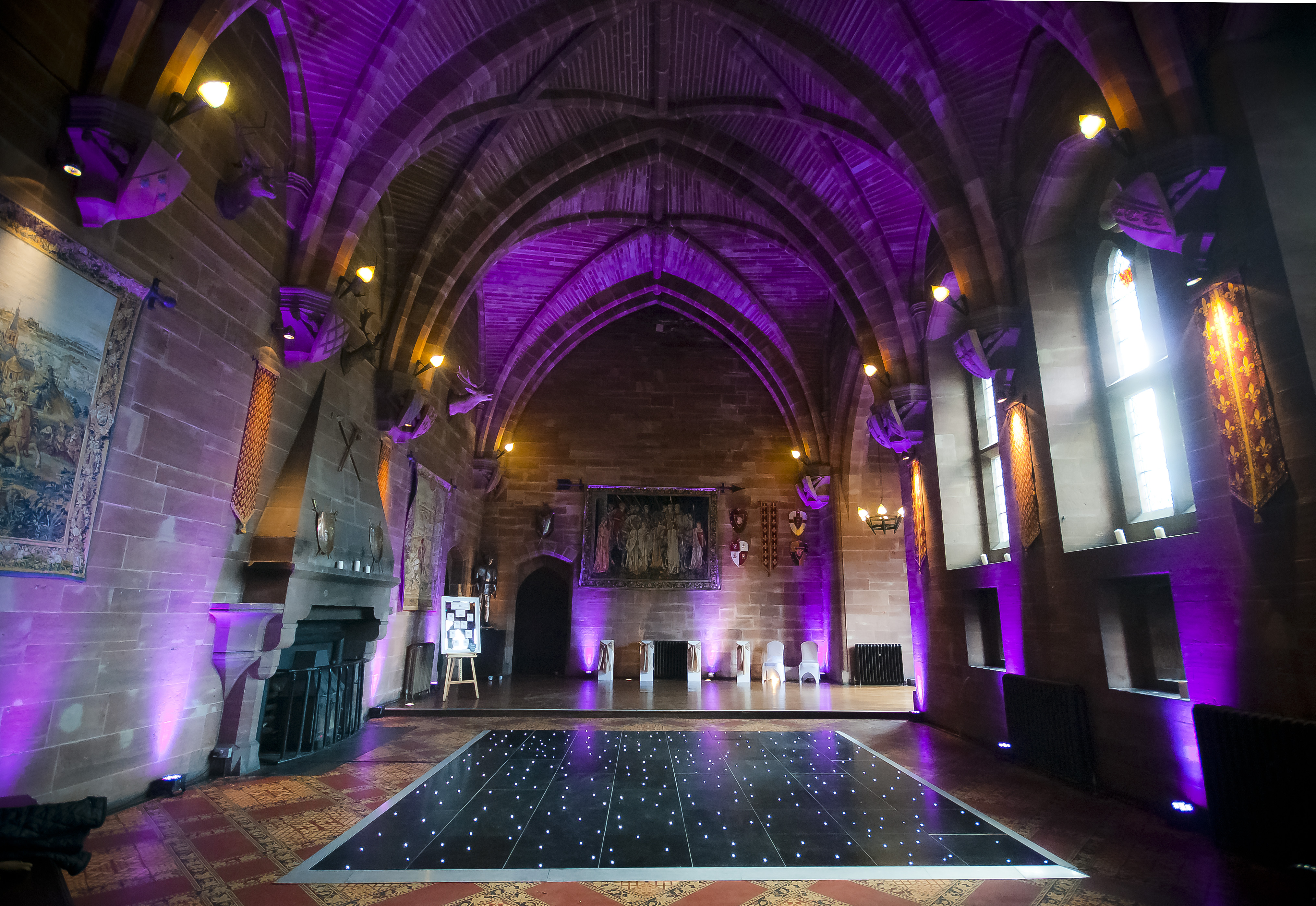
佩科夫頓城堡中一間布置成婚宴會場的房間（2014年）

8. ↑  也有資料指出是2006年[22]。
9. ↑  也有資料指出是2007年[34]。
10. ↑  也有資料指出是550萬英鎊[41]。